# Actrice
『Actrice』（アクトリス）は、川島なお美の12枚目のシングル。

## 概要
キングレコードからソニー・ミュージックレコーズ（現：ソニー・ミュージックレーベルズ）へ移籍後、最初にして最後、並びに彼女の生涯最後（遺作）となったリリースシングル。
1990年代に発売した「涙の海」などは演歌に近い歌謡曲路線だったが、今作ではポップス路線へ回帰している。
「Actrice」とは、フランス語で「女優」という意味。「Actrice」の作詞にある鎧塚小々夏（よろいづか ここなつ）とは、川島なお美のペンネームである。
カップリングの「偶然の後で」は、秋元康が詞を提供した。

## 収録曲
1. Actrice
作詞：鎧塚小々夏、作曲：藤神敬也、編曲：斎藤悠弥
2. 偶然の後で
作詞：秋元康、作曲：重永亮介、編曲：大嶽香子
3. Actrice (オリジナル・カラオケ)
4. 偶然の後で (オリジナル・カラオケ)

## 収録アルバム
2016年9月21日に発売予定だった「ALL TIME BEST」に収録される予定だったが、発売中止となり、2016年現在はアルバムには未収録ではあるが、音楽配信サイトで購入することができる。